# Курдюм (станция)
Курдю́м — узловая железнодорожная станция Приволжской железной дороги на линии Ртищево — Саратов (линия электрифицирована).
Расположена в Татищевском районе Саратовской области. От станции отходит двухпутная железная дорога на разъезд Липовский — Северный железнодорожный обход Саратова (второй путь демонтирован в 2006 году). Через станцию осуществляются пригородные пассажирские перевозки на Аткарск, Лопуховку, Ртищево, Анисовку, Саратов, Ивановский, Татищево, Князевку, Салтыковку, Кологривовку.

## История
Открыта в 1871 году как станция линии Тамбов — Саратов. В 1990 году открыта линия Липовский — Курдюм: Северный железнодорожный обход Саратова с движением по одному пути.